# 除爪手術

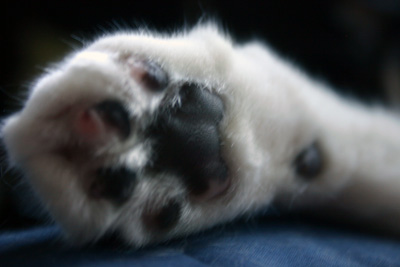
被除爪的猫掌特写

除爪手術或稱去爪，是以外科手術方式將動物的爪子去除，被施以手術的對象多半是家貓，偶爾也有可能是其他動物像是馬戲團的獅子或熊。這種手術的過程包含截斷該動物全部或部分的趾骨末端，相當於切除人類手指的第一個指骨。除爪手術在許多西方國家被認為是虐待動物的行為。

## 獸醫觀點
過程極不人道，恢復過程長且痛苦，動物癒後的心裡有負面的影響。
在一次對320位獸醫的調查中顯示有34.8%的貓有長期負面的健康影響 。最近的一項長期研究也顯示33%的貓在術後發展出困擾飼主的負面行為問題，18%的貓在術後開始或增加咬人的習慣。一些不同單位做的研究也有類似的結論
醫療用途
切斷趾骨末端在一些案例中是必要的，像是範圍限定在趾骨末端的炎症、腫瘤、持續且嚴重的傳染病以及壞疽。通常會將手術的範圍限定在受影響的腳爪，避開健康的腳爪。
非醫療用途
除爪手術被某些飼主被作為一種避免家貓傷害人類和其財產的預防措施。
方法
如介紹所陳述，除爪手術本來就包含了截斷手指的第一節趾骨。
以醫療為目的的除爪手術通常將手術限定在受影響的趾節，而非醫療目的的除爪手術則通常會被施以在將前腳全部的趾爪，然而有一些獸醫也會因為非醫療理由將後腳腳爪施以除爪手術。
目前在相關的外科技術或剪斷工具使用，手術後止痛劑的用法或其他的追蹤照料，最佳年齡或接受手術的貓其他特性等，都沒有標準作法存在。

## 其他替代方法
家貓可以使用爪套來取代不人道的非醫療用途除爪手術。

## 法律地位
除爪手術在北美少數的州有法令禁止，不同的州法令也有所不同。對野生動物的非醫療用途除爪手術在2007年被美國聯邦法令禁止。
許多歐洲國家禁止或相當限制地執行，像是澳洲、巴西、以色列、紐西蘭、日本以及土耳其。